# Fuerte Al-Ghwayzi
Fuerte Al-Ghwayzi ( en árabe:حصن الغويزي) es una de las antiguas fortalezas de Al Mukalla, la capital de la gobernación de Hadramaut en Yemen. Se considera una obra maestra arquitectónica construida al pie de una roca diseñada para proteger a la ciudad de los ataques beduinos.

## Ubicación

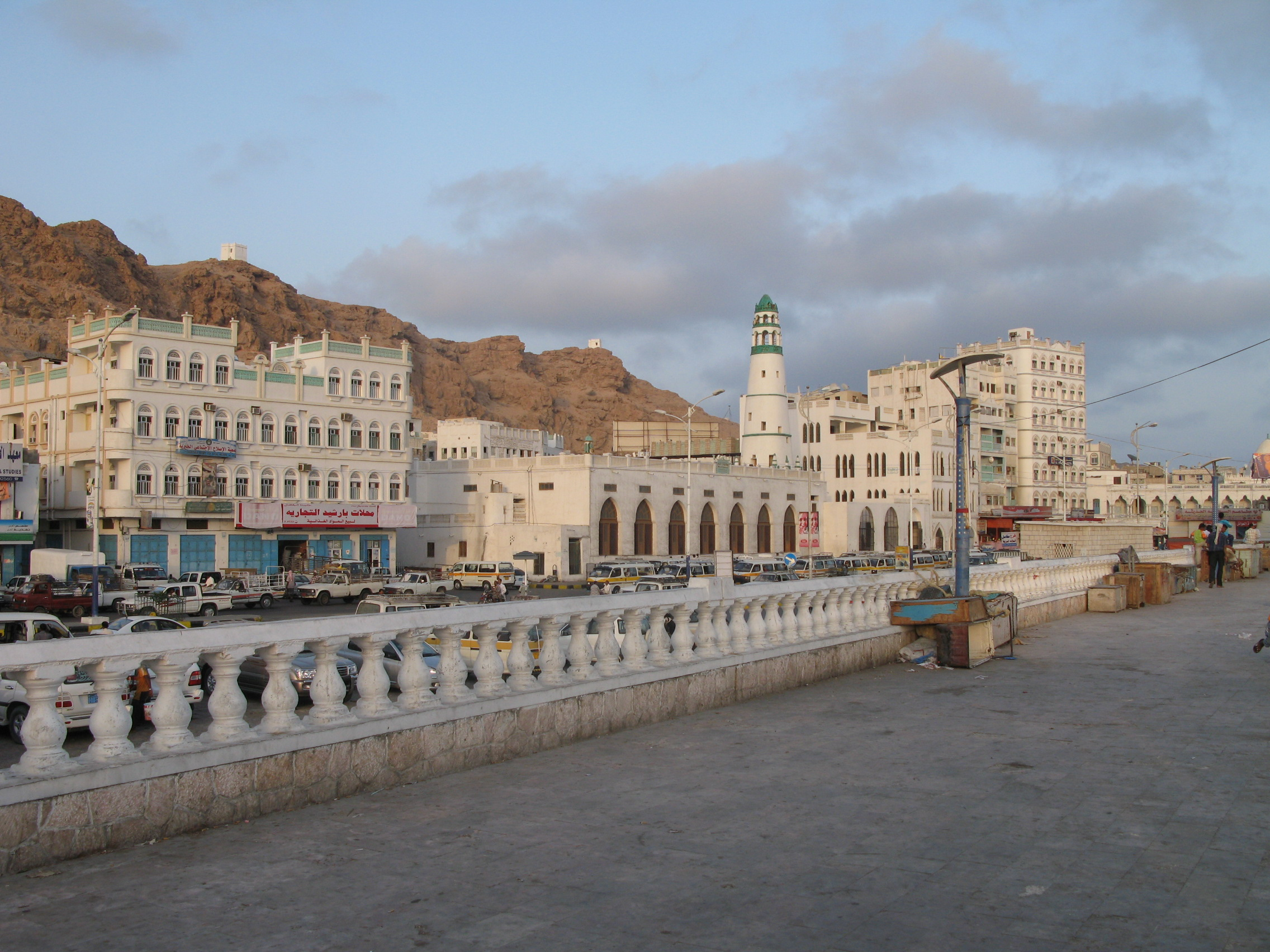
Vista de Mukalla y su bahía.

Al Mukalla (en árabe : ٱلْمُكَلَّا ) es un puerto marítimo y la capital de la gobernación más grande de Yemen, Hadramaut. La ciudad está ubicada en la parte sur de Arabia, en el Golfo de Adén, a orillas del Mar Arábigo, a unos 480 kilómetros (300 millas) al este de la ciudad de Adén. Es el puerto más importante de Hadhramaut y la quinta ciudad más grande de Yemen, con una población de aproximadamente 300,000 habitantes. La ciudad es servida por el cercano aeropuerto de Riyan. Al Mukalla fue fundada en 1035 como población de pescadores. Esta área estuvo incluida en el estado de Omán hasta mediados del siglo XI, y más tarde fue incluida en los estados de Yemen.
La ciudad de Al-Mukalla se compone de las ciudades antiguas y nuevas. El casco antiguo se encuentra más cerca del puerto. Desde el puerto hasta el casco antiguo, la distancia es de unos dos kilómetros. En las afueras del oeste de la Ciudad Vieja, desde la primera mitad del siglo XIX, se ubicó el Palacio de los Sultanes de la Plaza Kuyti, cerca de lo que se llamó la Plaza del Judo. Hoy en día, la Ciudad Vieja, el Palacio y la Ciudad Nueva se han fusionado en una sola ciudad. La arquitectura de Mukalla es una mezcla de estilos del sur de Arabia y el sudeste.

## Historia
La Fortaleza de Al-Ghwayzi es una de las fortalezas históricas más importantes de Yemen. Se remonta a 1716, cuando los sultanes del emirato de Al-Kassad gobernaron el área de Hadramaut. El fuerte está ubicado en la entrada noreste de la ciudad de Al Mukalla, un centro histórico para visitantes rodeado de un parque público. Las fuentes históricas indican que el propósito de su establecimiento era vigilar las incursiones militares, que se dirigían a la ciudad de Mukalla en la costa del mar Arábigo desde la dirección del norte, especialmente las incursiones lanzadas por el sultanato de Kathiriyya que ocupaban la ciudad actual de Seiyun, y las redadas lanzadas por el sultanato de Quayti, que estaba situado en la ciudad de Ash Shihr. La ciudad de Al Mukalla, sin embargo, finalmente fue tomada por los quaitis en 1881 y la ciudad fue designada como su capital. En 1888, Gran Bretaña logró establecer un protectorado sobre el principado de Quayti, el más grande en el territorio de Hadramaut.

## Arquitectura

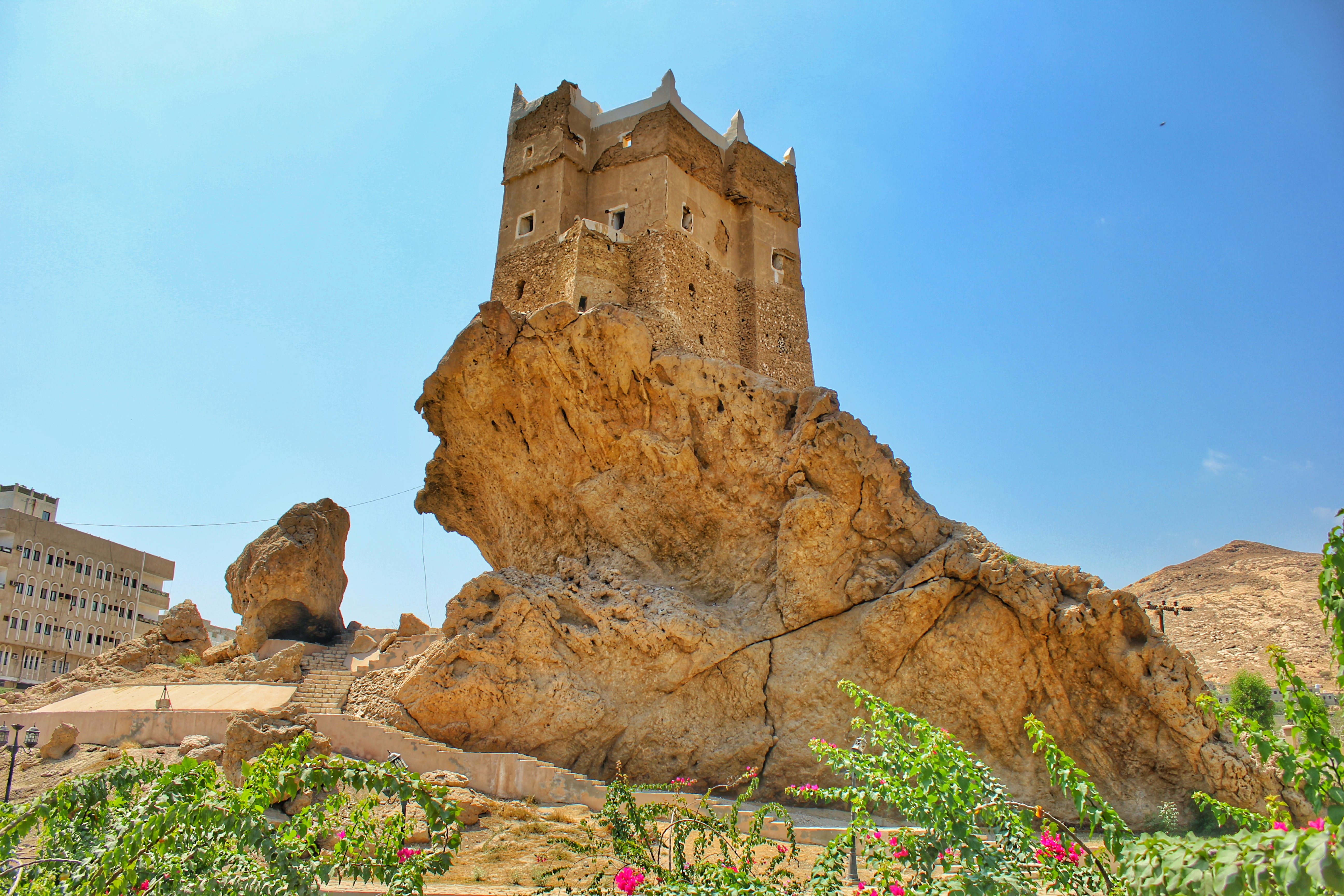
Fuerte Al-Ghwayzi en el 2017.

El fuerte consta de dos pisos. El primer piso tiene varias habitaciones, en las que sus paredes exteriores tienen varias ventanas circulares con forma prismática que miran en todas direcciones. El segundo piso se caracteriza por sus amplios ventanales. El techo de la fortaleza está rodeado por una barrera que alcanza hasta 1,5 metros desde el nivel del techo. Los materiales de construcción para la barrera eran piedras tradicionales. El resto del fuerte fue construido con ladrillos de paja y un techo con troncos de palma. Sus paredes exteriores fueron recientemente pintadas con yeso blanco. 

## Preservación
Aunque muchos arqueólogos han advertido contra la negligencia en la fortaleza, que se convirtió en un lugar para pájaros y se enfrenta a graves daños, la Autoridad General de Antigüedades no puede hacer un movimiento serio para la conservación debido a la falta de presupuesto para comenzar los trabajos de restauración. La comisión afirmó que si se restauraba, podría convertirse en una atracción turística importante que generara ingresos considerables y que podían ayudar a mejorar la provincia, necesitada de una financiación sustancial para mejorar sus otros lugares turísticos, que también están sujetos a destrucción. Los otros problemas que enfrenta la fortaleza de Al-Ghwayzi hoy en día son los barrios marginales. Los edificios que rodean el edificio, así como muchas casas modernas, se arrastran hacia el área adyacente al fuerte y amenazan su ubicación actual. La fiebre de las inversiones turísticas también puede destruir la construcción bajo muchos pretextos, el más importante de los cuales es el lugar que domina la ciudad de Al Mukalla. 